# FC Tighina
Pour les articles homonymes, voir Bender.
Maillots
Le Fotbal Club Tighina (en russe : Футбольный клуб Тигина), plus couramment abrégé en FC Tighina, est un club moldave de football fondé en 1950 et basé dans la ville de Bender, en Transnistrie.

## Historique
- 1950 : fondation du club sous le nom de Burevestnik Bender
- 1959 : le club est renommé Lokomotive Bender
- 1960 : le club est renommé Nistru Bender
- 1969 : le club est renommé Pishevik Bender
- 1989 : le club est renommé FC Tighina
- 1996 : le club est renommé Dinamo Tighina
- 1999 : le club est renommé Dinamo-Stimold Tighina
- 2001 : le club est renommé Dinamo Bender
- 2011 : le club est renommé FC Tighina

## Palmarès
| Compétitions nationales |
| --- |
| - Championnat de Moldavie de deuxième division (1) : - Champion : 2004-2005. - Championnat de Moldavie de troisième division (2) : - Champion : 2000-2001 et 2018. - Coupe de Transnistrie (2) : - Vainqueur : 2021 et 2022. |

## Personnalités du club

### Présidents
- Aleksandr Korolyov

### Entraîneurs
- Iouri Hadikine